# Ormosia umbripennis
Ormosia umbripennis är en tvåvingeart som beskrevs av Alexander 1966. Ormosia umbripennis ingår i släktet Ormosia och familjen småharkrankar. Inga underarter finns listade i Catalogue of Life.